# ثلاثة مرايا تمنع الاعوجاج

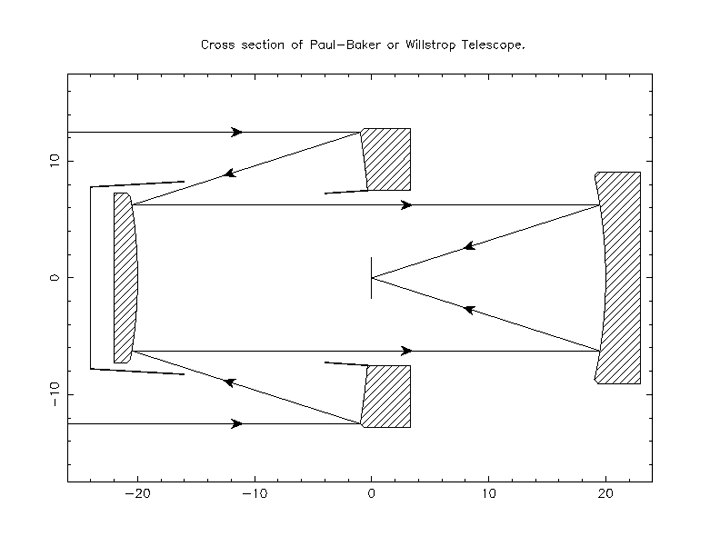
ثلاث مرايا تمنع الاعوجاج anastigmat اقترحها بول أو بول بيكر. يحتوي تصميم بول على مرايا أولية مكافئة مع مرايا كروية ثانوية وثالثية ؛ يعدل تصميم Paul-Baker المرحلة الثانوية قليلاً لتسطيح المستوى البؤري.

إن المنظار ثلاثي المرآة عبارة عن تلسكوب يمنع اعوجاج الصورة (الإستجماتيزم) مبني بثلاث مرايا منحنية، مما يمكّنه من تقليل جميع الانحرافات البصرية الرئيسية الثلاثة - الانحراف الكروي والغيبوبة والاستجماتيزم . يستخدم هذا بشكل أساسي لتمكين مجالات رؤية واسعة، أكبر بكثير مما يمكن باستخدام التلسكوبات ذات السطح المنحني واحد أو اثنين فقط.
التلسكوب الذي يحتوي على مرآة منحنية واحدة فقط، مثل تلسكوب نيوتون ، سيكون له دائمًا انحرافات. فإذا كانت المرآة كروية، فستعاني من انحراف كروي. وإذا كانت المرآة مصنوعة على شكل [[قطع مكافئ]] لتصحيح الانحراف الكروي، فيجب أن تعاني بالضرورة من الاستجماتيزم على حافة الصورة خارج المحور. باستخدام مرآتين منحنيتين، مثل تلسكوب Ritchey – Chrétien ، يمكن تقليل الغيبوبة أيضًا. يتيح ذلك مجال رؤية مفيدًا أكبر، وتكون الاستجماتيزم المتبقي متماثلًا حول الصورة المشوهة، مما يسمح بالقياس الفلكي عبر مجال الرؤية الواسع. ومع ذلك، يمكن تقليل الاعوجاج في الصورة عن طريق تضمين عنصر بصري منحني ثالث. عندما يكون هذا العنصر هو المرآة، تكون النتيجة عبارة عن جهاز ثلاثي المرآة لمنع الاعوجاج . من الناحية العملية فقد يشمل التصميم أيضًا على أي عدد من المرايا المطوية المسطحة، المستخدمة لثني مسار البأشعة في بصريات أكثر ملاءمة.

## التاريخ
يمكن استخدام العديد من التركيبات المكونة من ثلاثة أشكال معكوسة لإلغاء جميع الانحرافات من الدرجة الثالثة. تتضمن هذه بشكل عام حل مجموعة معقدة نسبيًا من المعادلات الرياضية. بعض التكوينات تكون بسيطة بما يكفي، ومع ذلك، يمكن تصميمها بدءًا من بعض الأفكار البديهية.

### تلسكوب بول
تم الاقتراح الأول في عام 1935 من قبل موريس بول. الفكرة الأساسية وراء حل بول هي أن المرايا الكروية، مع فتحة توقف في مركز الانحناء، لها انحراف كروي فقط - لا غيبوبة أو استجماتيزم (لكنها تنتج صورة على سطح منحني نصف قطر انحناء المرآة الكروية). لذلك إذا أمكن تصحيح الانحراف الكروي، يمكن الحصول على مجال رؤية واسع جدًا. هذا مشابه لتصميم شميدت التقليدي، لكن شميدت يقوم بذلك باستخدام لوحة مصحح انكسار بدلاً من مرآة ثالثة.
كانت فكرة بول هي البدء بضاغط شعاع مرسني، والذي يشبه Cassegrain المصنوع من اثنين مرايا القطع الزائد paraboloids متحدة البؤرة، مع موازاة كل من حزم الضوء الداخلة والخارجة . يتم بعد ذلك توجيه حزمة الضوء الداخلة المضغوطة إلى مرآة ثلاثية كروية، فينتج عن ذلك ه انحرافا كرويا تقليديا. تتمثل فكرة بول الرئيسية في أنه يمكن بعد ذلك تحويل المرحلة الثانوية مرة أخرى إلى مرآة كروية.
طريقة واحدة للنظر إلى هذا هو تخيل المرآة الثلاثية، التي تعاني من انحراف كروي، يتم استبدالها بتلسكوب شميدت، مع لوحة تصحيح في مركز انحناءها. إذا كان نصف قطر المرحلتين الثانوية والثالثية من نفس الحجم، ولكن علامة معاكسة، وإذا كان مركز انحناء المرحلة الثالثة يوضع مباشرة في قمة المرآة الثانوية، فإن لوحة شميدت ستوضع أعلى المكافئ الثانوي مرآة. لذلك، فإن لوحة شميدت المطلوبة لجعل المرآة الثلاثية تلسكوب شميدت يتم التخلص منها بواسطة الشكل المكافئ على المحدب الثانوي لنظام ميرسين، حيث يصحح كل منها نفس حجم الانحراف الكروي، ولكن الإشارة المعاكسة. أيضًا، نظرًا لأن نظام Mersenne + Schmidt هو مجموع اثنين من anastigmats (نظام Mersenne هو anastigmat ، وكذلك نظام Schmidt) ، فإن النظام الناتج هو أيضًا anastigmat ، حيث أن الانحرافات من الدرجة الثالثة هي مضافة بحتة. بالإضافة إلى ذلك، أصبح تصنيع الثانوية أسهل في التصنيع. يُطلق على هذا التصميم أيضًا اسم Mersenne – Schmidt ، نظرًا لأنه يستخدم تكوين Mersenne كمصحح لتلسكوب شميدت.

### تلسكوب بول بيكر
كان حل Paul منحنى بؤريًا، ولكن تم تصحيح ذلك في تصميم Paul-Baker ، الذي قدمه جيمس جيلبرت بيكر في عام 1969. يضيف تصميم Paul-Baker مسافات إضافية ويعيد تشكيل الشكل الثانوي إلى الإهليلجي، والذي يصحح انحناء المجال لتسطيح المستوى البؤري.

### تلسكوب كورش
تم تطوير مجموعة حلول أكثر عمومية من قبل ديتريش كورش في عام 1972. يتم تصحيح تلسكوب كورش من أجل الانحراف الكروي والغيبوبة والاستجماتيزم وانحناء المجال ويمكن أن يكون له مجال رؤية واسع مع ضمان وجود القليل من الضوء الشارد في المستوى البؤري .

## أمثلة
- تلسكوب جيمس ويب الفضائي هو عبارة عن ثلاث مرايا أنستيغمات تتميز بكونها أساسية بيضاوية الشكل، ثانوية زائدية، وثالثية إهليلجية.[6]
- ستستخدم مهمة إقليدس تلسكوب كورش.
- ال"Cambridge University Three-Mirror Telescope". مؤرشف من الأصل في 2022-09-15. يتضمن المشروع 100 نموذج عمل مم صنع في عام 1985 و 500 تم بناء النموذج الأولي ملم في عام 1986.
- تلسكوب مرصد Vera C. Rubin (المعروف سابقًا باسم تلسكوب المسح الشامل الكبير) هو عبارة عن صورة بصرية معدلة من ثلاث مرايا من تصميم Paul-Baker.
- قد تكون تلسكوبات KH-11 Kennen (أو ربما الملغاة الآن في Future Imagery Architecture ) عبارة عن تلسكوبات ثلاثية المرآة، لأن التلسكوبات الاحتياطية التي قدمها مكتب الاستطلاع الوطني لوكالة ناسا هي من هذا الشكل.
- سيكون التلسكوب الكبير للغاية عبارة عن تصميم Anastigmat بثلاث مرايا، مع مرآتين إضافيتين قابلة للطي بشكل مسطح.
- يحمل كلا القمرين الصناعيين Deimos ‑ 2 و DubaiSat ‑ 2 تلسكوب تصميم Anastigmat Korsch ذو ثلاث مرايا.[7][8]
- مطياف تصوير رالف على مركبة نيو هورايزونز الفضائية
- يستخدم تلسكوب نانسي جريس الفضائي الروماني ، الذي كان يُعرف سابقًا باسم تلسكوب مسح الأشعة تحت الحمراء واسع المجال (WFIRST) ، طويًا ثلاثي الأبعاد مطويًا يتميز بتركيب إهليلجي أولي، ثانوي زائد زائد، وثالث إهليلجي.[9] استخدم التصميم السابق لوحة anastigmat ثلاثية المرآة خارج المحور.[10]